# 23. domobranska pješačka pukovnija Zadar
23. domobranska pješačka pukovnija Zadar (k.k. Landwehr Infanterieregiment „Zara“ Nr. 23), od 1917. 23. streljačka pukovnija Zadar (k.k. Schützenregiment Nr. 23 „Zara“), bila je postrojba u sastavu carskog i kraljevskog domobranstva austrougarske vojske. Stožer pukovnije bio je u Zadru od 1909. godine. U Prvom svjetskom ratu postrojba se borila na Balkanskom i Talijanskom bojištu. Posebno se istaknula u Prvoj, Drugoj, Trećoj, Šestoj, i Jedanaestoj sočanskoj bitci.

## Povijest
Osnovana je preustrojem 1893. godine od 79. zadarske, 80. splitske, 81. dubrovačke i 82. kotorske domobranske bojne. Godine 1906. se od njenih južnih bojni osniva 37. domobranska pješačka pukovnija Gruž (k.k. Landwehr Infanterieregiment „Gravosa“ Nr. 37). Stožer pukovnije bio je u Zadru, a za vrijeme mira pukovnija je imala dvije bojne, jednu u Zadru, jednu u Šibeniku. Nakon preustroja iz 1906. često se u literaturi osim "zadarska" ili "dalmatinska" naziva i "sjevernodalmatinska" ("norddalmatiner") pukovnija. 

Zadarska 23. domobranska pukovnija, zajedno s 37. gruškom, pukovnijama iz Tirola (I., II. i III. "Landesschützen"), te pukovnijama austrijskog domobranstva broj 4 (Klagenfurt) i broj 27 (Laibach/Ljubljana), bila je posebno obučena za planinsko ratovanje. Nosili su "sportski kroj" odora, pogodan za penjanje i kretanje kroz gorje. Okovane čizme, snježne naočale, oprema za penjanje i posebni kaputi bili su sastavni dio njihove opreme. Zanimljivo je da dalmatinske pukovnije, za razliku od ostalih pukovnija za planinsko ratovanje, na svojim ovratnicima nisu nosili runolist, niti pero tetrijeba na kapi.
- 23. c. i kr. domobranska zadarska pukovnija na vježbalištu
- Streljački postav pukovnije na vježbi
- Odlazak pukovnije na vježbe iz Šibenika u Krivošije (CG) 1907.

## Prvi svjetski rat
Izbijanjem Prvog svjetskog rata postrojba se šalje u BiH prema Srbiji u sklopu 5. brdske brigade (u sklope koje su i vojnici iz I. i V. bojne 22. pješačke pukovnije), pod zapovjedništvom pukovnika Maximiliana Nöhringa) u sastavu 18. divizije, XVI. korpusa.

#### Balkansko bojište
Vatreno krštenje 23. pukovnija doživljava 8. rujna 1914. u borbama na Debelom osoju pod zapovjedništvom pukovnika Pleskotta. Nove borbe pukovnija ima na koti 944 (Košutnja stopa), a 13. i 14. rujna. Sudjeluje u Bitci na planini Romaniji (18. – 30. listopada).    

Dana 10. studenoga napadaju srbijanske snage na uzvisini Borovnjak. Nakon više neuspjelih pokušaja postrojbe pod zapovjedništvom dopukovnika Noe-a prekidaju napad 12. studenoga. Dana 13. studenoga koristeći maglu vojnici iz prve bojne 22. pukovnije osvajaju prvi rov nakon čega ubrzo pada i cijeli srpski položaj. Poginuli vojnici njih oko 70 pokopani su na bojnom polju. U borbama južno od Valjeva 28. studenoga u podne, pukovnija na juriš osvaja visove Velike Zajčice. Nakon uspješnog osvajanja, srbijanske snage izvode protunapad te pukovnija upada u žestoke borbe prsa u prsa koje traju do sljedećeg jutra, kada je protunapad odbijen. Gubitci su teški, pukovnija gubi 6 časnika i 60 vojnika, dok ih je 170 ranjeno. Za ovaj uspjeh pukovnija je posebno pohvaljena od zapovjedništva XVI. korpusa. U noći 3. na 4. prosinca pukovnija izvodi snažan protunapad na srpske položaje na pravcu Pranjana - Rujevica prema Gojnoj gori. To će ujedeno biti najdalji osvojeni položaj 18. divizije koja zajedno s 5. vojskom, 5. prosinca 1914. započinje povlačenje prema Savi. Dana 5. siječnja Pukovnija se nalazi u Bačincima, odakle će vlakom biti prebačena u Tuzlu. Dana 18. svibnja 1915. pukovnija napušta Tuzlu i putuje prema Talijanskom bojištu. 
- Položaji 58. i 18. divizije, XVI. korpusa
- Oznaka pukovnije u prvoj polovici rata
- Oznaka 58. divizije

#### Talijansko bojište
Kasno navečer 23. svibnja 1915. Pukovnija dolazi u Goricu kao prva postrojba XVI. korpusa. Tu će, zajedno s 37. gruškom domobranskom i 22. dalmatinskom pješačkom (I i V bojna, ostale tri bojne nalaze se u sastavu 13. brdske brigade, 18. divizije, također iz XVI. korpusa te drže položaje malo sjevernije na Koti 383 - Plava - Zagora) pukovnijom, činiti jezgru novoosnovane 58. pješačke divizije koja se zbog toga često u literaturi naziva "Dalmatinska"), čije brdske (Gebirgs) brigade (4. i 5.), pod zapovjedištvom generala Erwina Freiherr Zeidlera čine glavnu okosnicu Goričke obrane, tj. najistaknutije položaje 5. "Sočanske" armije generala Svetozara Borojevića na liniji Sabotino - Oslavija - Podgora. 

##### Obrana Gorice
Dana 11. lipnja pukovnija je zapala u žestoke borbe kod mostobrana u Gorici, odbijajući talijanske napade. Obrambene zadaće pukovnije nastavljaju se i u srpnju. Dana 15. kolovoza pukovnija je posebno pohvaljena jer "joj pripadaju velike zasluge" za odbijanje talijanskih napada na bojištu kod Salcano-Merna, od Vipave do Lokvice. Dana 30. studenoga 1915. kod Podgore na Soči prilikom talijanskog napada pukovnija je izvela "sjajni" protunapad, povrativši izgubljene položaje. Po završetku Treće sočanske bitke zapovjednik Jugozapadnog bojišta general pukovnik nadvojvoda Eugen uputio je pohvalu za iskazanu hrabrost svih dalmatinskih postrojba (23. domobranska, 37. domobranska te 22 pješačka) iz sastava XVI. korpusa;
„Među herojima treće bitke na Soči moraju u prvom redu biti spomenuti sinovi Dalmacije. Oni su svojom primjernom hrabrošću ponovo dokazali da spadaju među moje najbolje vojnike. Stoga molim Vašu ekscelenciju da to proglasi u cijeloj zemlji i stanovništvu Dalmacije i izrazi moju zahvalnost za odanost caru i državi, kojom njegovi sinovi tako sjajno djeluju na bojnom polju“ 

General pukovnik nadvojvoda Eugen
- Zapovjednik 5. brdske brigade GM Nöhring u obilasku položaja 23. pukovnije na brdu Podgora
- Stožer pukovnije
- Zapovjednik 5. gorske brigade Nöhring u obilasku prve linije
- Položaji pukovnije
- General Nöhring s Dalmatincima iz 23. pukovnije
- Položaji pukovnije
- Pogled na špilje i skloništa na Kalvariji (Podgori)
- Gorički mostobran
- Spavaonica u kaverni

##### Šesta sočanska bitka (Bitka za Goricu)
Postrojbe 23. zadarske u svibnju 1916. i dalje drže položaje na Goričkom mostobranu, i to sa zapadne obale Soče, na brdu Podgora (Mt. Calvario), 241 mnv, te ruševinama Grafenberga. Početkom Šeste sočanske bitke, upravo ti položaji će primiti najteži udar talijanskih snaga. 
U borbama oko Podgore i Grafenberga bore se I., II., III. i XXVII. (pohodna) bojna 23. te VII. (-) bojna 22. Dalmatinske, sve u sastavu 5. brdske (Gebirgs) brigade. Talijanske postrojbe, 11., 12. i 47. divizija (oko 40 000 vojnika), su nakon 2 dana žestokih borba uspjele probiti crtu obrane, te okružiti postrojbe I. bojne 23., ojačane s dvije satnije XXVII. (pohodne) bojne. Rano ujutro 7. kolovoza II. i III. bojna prelaze u protunapad kako bi se probili do okružene I. bojne, te uspijevaju uz velike gubitke vratiti položaje u ruševinama Grafenberga te zarobiti 1200 talijanskih vojnika. Protunapadom je osobno zapovjedao pukovnik Artur Noe, koji dobiva nadimak "Lav s Podgore".  
U večeri 8. kolovoza, nakon što je general Zeidler zaključio da su položaji na Sabotinu i Podgori izgubljeni, cijeloj 58. diviziji naređeno je povlačenje na rezervne položaje istočno od Gorice, međutim, trećina 23. pukovnije i dalje je na zapadnoj obali Soče, a mnoge postrojbe su i dalje bile u okruženju. Zaostale postrojbe 23. pukovnije pružaju otpor sve do 10. kolovoza, te ostaju zadnja austrijska postrojba na zapadnoj strani soče. Ukupni gubitci (poginuli, nestali, ranjeni i zarobljeni) 23. pukovnije u prva četiri dana Šeste sočanske bitke iznosili su 47 časnika i dočasnika, 2513 vojnika, što spada u najveće gubitke neke austrijske pukovnije tijekom rata uopće. Sedma bojna 22. pukovnije bitku je počela sa 745 vojnika, 8. kolovoza brojčano stanje joj je bilo 4 časnika, 155 vojnika te 4 strojnice. Zbog tako velikih gubitaka, zajedno s ostatcima II. bojne 22. pukovnije, pripojene su 23. pukovniji, te čine 9. i 10. satniju III. bojne. Nove istočne položaje, 9. kolovoza, dočekalo je samo 5000 vojnika 58. divizije, koja je 4. kolovoza imala 18 000 vojnika Sedmu i Osmu bitku 23. pukovnija će provesti kao rezervna postrojba XVI. korpusa, konstantno se nadopunjujući novim regrutima iz Dalmacije.  

##### Deveta i Deseta bitka
Tijekom Devete bitke 3. studenoga 1916. pukovnija je odbila žestoke napade Talijana kod Sobera i istočno od Vrtojbe. Kako je u svibnju 1917. car Karlo I. odlučio u počast hrabrog držanja preimenovati cijelo carsko-kraljevsko domobranstvo iz Landwehr u Schützen (strijelci), ime postrojbe se promijenilo u 23. Schützenregiment Početkom Desete bitke 12. svibnja 1917. 23. brani položaje kod Vrtojbe, a u šumi Panovec (Panovizza/Panowitz) izvodi sjajni protunapad te vraća sve izgubljene položaje, nakon što je izgubila preko 1000 vojnika pukovniju zamjenjuje 86. streljačka brigada. Nakon bitke pukovnija dobiva premještaj iz 5., u kojoj je od početka rata, u 4. brdsku brigadu dok pukovnik Noë dobiva unaprijeđenje iz zapovjednika 23. pukovnije u zapovjednika upravo te 4. brdske brigade. Dana 24. svibnja 1917. 5. armija preimenovana je u Sočansku armiju (Isonzo armee).

##### Jedanaesta bitka
Dana 18. kolovoza Talijani su topništvom snažno napali jedinice Sočanske armije, te su uspjeli prebaciti pet divizija preko Soče. Također, uspjeli su zauzeti gotovo cijelu Banjičku visoravan tako da je prijetio proboj fronta. 
Nakon napuštanja brda Sveta Gora (Monte Santo), Škabrijel (Monte San Gabriele) postaje žarište borbi. Od 23. kolovoza do 11. rujna. bjesnila je glavna bitka oko tog "Monte del morte", čiji su vrh obje strane osvojile devet puta u pet dana, a čiji bi gubitak značio gubitak južne goričke bojišnice. 23. Pukovnija drži položaje ispred Gorice u šumi Panovec. 
Dana 23. kolovoza, Sočanska armija je 25. kolovoza 1917. rasformirana, te su na osnovi njezinih jedinica formirane 1. sočanska armija pod zapovjedništvom general pukovnika Wenzela von Wurma i 2. sočanska armija pod zapovjedništvom generala pješaštva Johanna von Henriqueza.      

##### Dvanaesta sočanska bitka (Bitka za Caporetto (Bitka kod Kobarida)
Napad je počeo 24. listopada 1917., Njemačka 14. armija u potpunosti je iznenadili Talijane. Do kraja dana, njemački borci u blizini Caporetta (Kobarid) napredovali su 25 kilometara naprijed. Drugi njemački napadi dalje od centra Caporetta bili su manje uspješni, a austro-ugarski napad na južnom krilu ofenzive imao je malo utjecaja u bitci.  
Napad na centar Caporetta bacio je cjelokupnu talijansku vojsku na koljena. Talijani su, u pokušaju da se obrane, povlačili vojnike i postavljali ih na druga mjesta obrambene linije u cilju da zaustave druge napade, no time su samo pomagali njemačko-austrougarsko napredovanje. 
Sama Gorica je oslobođena 28. listopada, a na čelu austrijskog napredovanja, među prvima su u nju ušli Dalmatinci iz 23. streljačke pukovnije, koja je kao dio 58. divizije bila pod izravnim zapovjedništvom generala Wenzela von Wurma, zapovjednika Prve sočanske armije, dok je Karlovačkoj 96. pukovniji pripala čast da razvije carsku i kraljevsku zastavu na goričkoj staroj tvrđavi u nazočnosti cara Karla IV. i carice Zite i generala Boroevića.
Nakon oslobađanja Gorice i općeg raspada Talijanske vojske, postrojbe 58. divizije nezaustavljivo napreduju. 3. studenoga vojnici 23. streljačke pukovnije ulaze u Palmanovu, nakon toga prelaze rijeke Tilment (Tagliamento/Tajamento) i Livenza (Łivensa), zaustavljajući se tek na rijeci Piave između mjesta San Paolo di Piave i Stabiuzza, 150km od početne točke operacije. Procijenjeni gubici talijanske vojske bili su golemi, preko 700 000 vojnika bilo je ubijeno, zarobljeno, nestalo ili dezertiralo, a vlada Paola Bosellija koja je uvukla Italiju u rat se raspala. 

##### Ostatak rata
Pukovnija s ostalim postrojbama 58. divizije drži položaje na rijeci Piave od jeseni 1917. do ljeta 1918. Početkom ljeta 1918. 23. zadarska pukovnija dobiva premještaj u 44. streljačku (schützen) brigadu, 22. streljačke dvizije u sastavu borbene "grupe Erzherzog Peter Ferdinand", stožerne postrojbe Desete armije, u sastavu koje drže sjeverozapadne položaje tijekom Bitke na rijeci Piave. Opća situacija u vojsci je loša, glad i bolest uzimaju danak, duž cijele fronte skupine vojnika stalno napuštaju matične postrojbe, 23. pukovnija često žurno mijenja položaj zbog dezertiranja susjednih postrojba. Sve tri bojne nisu u punom brojčanom stanju. U kolovozu 1918. grupa Erzherzog Peter Ferdinand postaje osnova novog V. korpusa. 23. pukovnija će veliku talijansku ofenzivu i kraj rata dočekati na području sjeverne Italije u okolici Trenta. Raspadom Carstva prestaje postojati i 23. streljačka pukovnija Zadar, a njezini vojnici kreću na dug i težak put prema rodnom kraju. U jeku raspada austrijske vojske i općeg povlačenja neki je austrijski časnik prepoznao jednog visoko odlikovanog hrvatskog vojnika iz Dalmacije u hodnji te ga pozdravio, na što mu je ovaj rekao "Gospodine, mi više nismo heroji, samo prosjaci", te nastavio hodnju s ostalim pripadnicima svoje, nekad slavne, postrojbe "Lavova s Podgore" u daleku Dalmaciju.

## 23. pučko-ustaška pukovnija Šibenik
23. pučko-ustaška pukovnija Šibenik (k.k. Landsturm-Infanterieregiment Nr. 23 "Sebenico"), osnovana je 1914. kao trećelinijska vojna snaga sastavljena od osoba između 36. i 50. godina (rezervisti domobranskih jedinica), te onih koje još nisu služile vojsku, dakle od 18. do 21. godina. Primarna svrha dalmatinskog pučkog ustanka bila je obrana Dalmatinske obale, kako bi se omogućilo da regularne postrojbe iz Dalmacije – 22. pješačka te 23. i 37. domobranska pukovnija – mogu sudjelovati na drugim bojištima. Bojne pučko-ustaške pukovnije kasnije tijekom rata aktivno sudjeluju na balkanskom bojištu, a brojni regurti služe kao popuna prorijeđenim bojnama 23. domobranske pukovnije na talijanskom bojištu.

## Sastav
Hrvati i Srbi 92 %, Talijani 5 %, ostali 3 %

## Organizacija 1914.
- Zapovjedništvo pukovnije – Zadar (Zara)
- I. bojna – Zadar (Zara)
- II. bojna – Šibenik (Sebenico)
- Popunidbena bojna – Zadar (Zara)

## Zapovjednici
- 1898. Josip Lulić[30]
- 1903. – 1907. – puk. Wilhelm Gf. Attems-Petzenstein
- 1908. – 1910. – puk. Johann Sauerwein
- 1911. – 1912. – puk. Johann Edl. v. Sauerwein
- 1913. – 1914. – puk. Alfred Pleskott[2]
- 1914. – 1917. – puk. Artur Noë[31]

## Galerija
- Paradna odora, satnik domobranstva (prije 1908.)
- Paradna odora, satnik domobranstva
- Pparadna odora, vodnik domobranstva (prije 1908.)
- Paradna odora, desetnik 23. pukovnije domobranstva
- Borbena odora, vodnik 23. pukovnije domobranstva (prije 1908.)
- Borbena (brdska) odora, desetnik 23./37. pukovnije domobranstva
- Ratna zastava pukovnije
- Naličje ratne zastave